# Epiteli columnar estratificat
L'epiteli columnar estratificat és un tipus rar de teixit epiteli rar format per cèl·lules amb forma de columna disposades en múltiples capes. Es troba a la conjuntiva, la faringe, l'anus i la uretra masculina. També es produeix en l'embrió.
La funció d'aquestes cèl·lules és la secreció i protecció.

## Ubicació
Els epitelis columnars estratificats es troben en diverses ubicacions, com ara:
- parts de la conjuntiva de l'ull[2][3]
- parts de la faringe[4]
- anus[4][5]
- uretra masculina i conductes deferents[4][6]
- conducte excretor de la glàndula mamària i de les glàndules salivals principals[7]

### Embriologia
L'epiteli columnar estratificat està inicialment present en parts del tracte gastrointestinal en l'úter, abans de ser substituït per altres tipus d'epiteli. Per exemple, al cap de 8 setmanes, cobreix el revestiment de l'estómac. A les 17 setmanes, se substitueix per un epiteli columnar simple. Això també es troba a l'esòfag fetal.